# Верхньопідпільний
Верхньопідпільний (рос. Верхнеподпольный) — хутір в Аксайському районі Ростовської області Росія.
Є адміністративним центром Верхньоподпольнинського сільського поселення.
Населення — 1580 осіб (2010 рік).
На території Верхньопідпільного розташована Військова патріотична спортивна школа, де тренують дітей з хуторів Верхньопідпільний, Черюмкін, Алітуб й Рибацький.

## Географія
Хутір розташовано у Задонні за 25 км на південний схід від міста Аксай.
На північ від хутора окремі заплави колишнього Великого лиману. Біля Верхньопідпільного численні зрошувальні канали.

### Вулиці
- вул. Дружби,
- вул. Зелена,
- вул. Миру,
- вул. Нова,
- вул. Радянська,
- вул. Шкільна.

## Історія
З липні 1942 року до 9 лютого 1943 року хутір був під німецькою окупацією.
У 1996 році в хуторі відкрито пам'ятник воїнам, загиблим у німецько-радянській війні, у вигляді літака Міг-25.